# Сундозеро
Су́ндозеро (Су́нозеро, застар. Уссунське озеро) — озеро в Кондопозькому районі Республіки Карелія.

## Загальний опис
Котловина льодовиково-тектонічного походження.
Озеро має видовжену форму, витягнуте з півночі на південь. Береги малопіднесені, кам'янисті, вкриті хвойним лісом. У південній частині озера знаходяться сім островів загальною площею 0,12 км.
Через озеро протікає ріка Суна, впадає ріка Нива, що витікає із Пялозера. Також до басейну Сундозера відноситься Навдозеро, що з'єднуються між собою протокою без назви.
Дно вкрите зеленувато-сірим мулом. У північній частині озера розташовується піщана мілина, утворена наносами річки Суна. У південній частині озера, навпроти витоку річки Суна, розташовується яма глибиною понад 40 м. Вода коричнева.
Середня амплітуда коливань рівня становить 1,62 м.
Водна рослинність представлена рідкісними чагарниками очерету і рудиста плаваючого.
В озері мешкають окунь, плотва, ряпушка, щука, сиг, лящ, корюшка, минь, йорж.
Південна частина озера входить до складу Державного природного заповідника «Ківач»